# اچ‌ام‌اس ابلیا (کی۱۸۴)
اچ‌ام‌اس ابلیا (کی۱۸۴) (به انگلیسی: HMS Abelia (K184)) یک کشتی بود که طول آن ۲۰۵ فوت (۶۲ متر) بود. این کشتی در سال ۱۹۴۰ ساخته شد.